# أدب أردي
يمتلك الأدب الأردي تاريخًا مرتبطًا ارتباطًا وثيقًا بتطور الأردو، وهو سجل اللغة الهندوستانية المكتوبة بالخط الفارسي العربي.
شهرت الاردو بشغفهم للشعر بمختلف انواعه، خصوصا الغزل والنظم.
توسعت إلى أنماط أخرى من الكتابة، بما في ذلك القصة القصيرة، أو أفسانا.
الأدب الأردي شائع في الباكستان، حيث الأردو هي اللغة الوطنية.
وهي أيضًا لغة رسمية معترف بها في الهند. كما أنه مفهوم على نطاق واسع في أفغانستان.

## المنشأ
الأردية تطورت في ماليجاون، نشأ الأدب الأردي في وقت ما من القرن الرابع عشر في شمال الهند الحالية بين طبقة النبلاء الراقية للمحاكم. استمرار تقاليد الإسلام وريادة الثقافة الأجنبية قبل قرون تمت من قِبل الحكام المسلمين، عادة من أصل تركي أو أفغاني، ميز تأثيرهم على اللغة الأردية باعتبار أن التراث الثقافي كان حاضر بقوة في جميع أنحاء الأراضي الأردية. كانت اللغة الأردية، مع مفردات متساوية تقريباً بين الكلمات التي استمدت من اللغة السنسكريتية والكلمات العربية الفارسية، انعكاساً لهذا الاندماج الثقافي.

### مساهمين
- أمير خسرو حيث كان له تأثيرا كبيرا على النمو الأولي ليس فقط للأدب الأردية، بل أيضا اللغة نفسها (التي أخذت شكلا حقيقيا مميز عن الفارسية والبروتينية الهندية في القرن الرابع عشر). وينسب إليه تنظيم الموسيقى الكلاسيكية في شمال الهند، بما في ذلك الموسيقى الهندوستانية. أيضا كتب أعمالاً باللغتين الفارسية والهندافية. في حين أن المقاطع الموسيقية التي تنحدر منه هي ممثلة لبركتريت هندي أخير من المفردات العربية الفارسية، بعد قرن من وفاته، كان قولي قطب شاه يتحدث بلغة يمكن اعتبارها لغة الأردو.سلطان محمد قولي قطب شاه كان عالما بالفارسية والعربية. كما كتب الشعر في لغة التيلجو واللغة الفارسية واللغة الأردية.
وقد تم تجميع شعره في ديوان أو مجلد بعنوان «قليعات قولي قطب شاه». تميز محمد قولي قطب شاه بكونه أول شاعر صاحب ديوان أردي ويرجع إليه الفضل في إدخال حس جديد إلى الأنواع السائدة من الشعر الفارسي/الأردي. يقال إن اللغة الأردية اكتسبت مكانة لغة أدبية بسبب مساهماته. توفي في عام 1611.
- السيد شمس الله قدري يعتبر أول باحث في ديكنات. بعض أعمال العلامة حكيم سيد شمس الله قدري هي سلاطين مابير 1929، أردو القديمة 1930، تاريخ ماليبار، مؤرخين الهند، تحفة المجاهدين 1931، نظام التواريخ، تاريخ الزوبان الأردي القديم، تاريخ زوبان الأردو المسمى بأردو القديم، تاريخ زوبان الأردو ياني الأردو-القديم، تاريخ فول الثالث، اسارول كرم، تاريخ  شجرة آسفية، اهلايار، براسينا مالابار.

## ملاحم داستانجوي
كان الأدب الأردي يتكون بشكل عام من الشعر أكثر من النثر. كان العنصر النثري في الأدب الأردية يقتصر أساسا على الشكل القديم من القصص الملحمية المسمية داستان. هذه القصص الطويلة معقدة تتعامل مع المخلوقات والأحداث بشكل سحري ورائع.
هذا النوع نشأ في الشرق الأوسط ونشره رواة القصص الشعبية. تم استيعابها من قبل المؤلفين الفرديين. تستند ملاحم داستان على التراث الشعبي والأدب الكلاسيكي. كان داستان شائعًا بشكل خاص في الأدب الأردي، قريبًا من الأنواع السردية الأخرى في الأدب الشرقي، مثل المسناوي الفارسي، البنجابية، إلخ. ويذكر أيضا الرواية الأوروبية. أقدم أردي معروف بداستان أمير حمزة، المسجل في أوائل القرن السابع عشر.
تم تسجيل معظم الروايات السردية في أوائل القرن التاسع عشر، بما في ذلك إدراج الزخارف المستعارة من التراث الشعبي في الشرق الأوسط وآسيا الوسطى وشمال الهند. من بينها باغ-أوهار (الحديقة والربيع) بقلم مير عمان، ومذهب العشق بقلم نيهالشاند لاهوري.

## تراجم الأعلام
وهي مجموعة من المذكرات الأدبية التي تشمل الآيات وقصص من الشعراء العظماء جنبا إلى جنب مع معلومات السيرة الذاتية والتعليقات على أساليبها. هم في الغالب مجموعة من الأسماء ذات سطر أو اثنين من المعلومات حول كل شاعر. بعض تراجم الاعلام تعطي تفاصيل السيرة الذاتية، ويتم نقل فكرة صغيرة عن النمط الشعري أو القوة الشعرية. حتى المجموعات المختارة الكبيرة لا تقوم بمراجعة منهجية لعمل المؤلف. معظمهم لديهم أسماء بترتيب أبجدي، ولكن يتم ترتيب واحد أو اثنين بالتسلسل الزمني التاريخي. أغلب الاقتباسات فقط للكلمات، وعادة ما يتم اختيار الاقتباسات بشكل عشوائي.

## الشعر
وصل الشعر الأوردي ذروته في القرن التاسع عشر. الشكل الأكثر تطوراً من الشعر هو الغزل، المعروف بنوعيته وكميته ضمن التقليد الأوردي.

### السوناتات
بدأت الأشعار والسوناتات الأوردية تتأثر باللغات الأخرى الإنجليزية والأوروبية في أوائل القرن العشرين. يُعتقد أن عظمة الله خان (1887-1923) أول من أدخل هذا الشكل إلى الشعر الأوردي. من شعراء الأوردو الآخرون الذين كتبوا السوناتات هم أختار جوناغاري، أختار شيرانى، نون ميم رشيد، مهر لال سوني، سلام ماكليشهاري، وزير آغا.

## روايات
في البداية، ركزت روايات الأوردو على الحياة الاجتماعية الحضرية، واتسعت في النهاية لتشمل الحياة الاجتماعية الريفية. كما أنهم غطوا الأزمنة المتغيرة في ظل تقدم حركة الكتابة المستوحاة من سجاد زاهير. ومع ذلك، فإن استقلال الباكستان في عام 1947 أثر بشكل كبير على الرواية في الاوردو، طرح أسئلة حول الهوية والهجرة يمكن رؤيته في الأعمال الرئيسية لعبد الله حسين وقراتلين حيدر. في نهاية القرن الماضي، أخذت الرواية تحولًا خطيرًا نحو الحياة المعاصرة وحقائق الأجيال الشابة من الهند. الروايات الأكثر أهمية للجيل الحالي للروائيين الهنود في الأوردو، والتي تظهر ثقة جديدة في الحياة المعاصرة، هي مكان للمؤلف بايم أفاقي، دو غاز زامين للمؤلف عبد الصمد، باني للمؤلف غضنفر.
تأثر «مكان» بالكثير من الكتّاب الإنجليز مثل فيكرام سيث، حيث تحول إلى كتابة جديدة. هذه الروايات الأوردية أثرت على أعمال هامة مثل أندريه باج بواسطة سروات خان، ونبردار كا نيلا من قبل إس أم أشرف ومنطقة النار من قبل إلياس أحمد جادي. تم نشر الرواية الرئيسية الثانية لبايغام آفاكي، باليتا، تم نشره في عام 2011 ويصور توتر التقلبات السياسية للمواطن الهندي العادي في ستة عقود بعد استقلال الهند. ويصور انزعاجة من الحالة الديمقراطية المخيبة للآمال وتحول المجتمع الهندي إلى صحراء عقلية، الكاتب الأساسي يموت بعد أن ترك وراءه كتاباته التي تشتعل فيها النيران.

### أشهر الروايات
- مرآة العروس 1868-1869 للكاتب نظير أحمد وهي تعتبر أول رواية باللغة الأوردية. في غضون عشرين سنة من النشر، تمت طباعة أكثر من 100,000 نسخة. وتمت ترجمته أيضًا إلى البنغالية والبريج والكشميري والبنجابية والغوجاراتية. في عام 1903 تم نشر الترجمة الإنجليزية في لندن من قبل جي إي وارد.
- بنات نعش (وهو اسم لكوكبة «أورسا ميجور») هي رواية أخرى للكاتب نظير أحمد. كانت روايته الثانية بعد مرآة العروس. وهي أيضا حول تعليم المرأة وبناء شخصيتها.
- زندقي (كل شيء يحدث في الحياة، 1933-1934) من قبل شودري أفضل الحق يصف صعودا وهبوطا في الحياة لتطوير القيم الأخلاقية والتوجيه من الشباب. كامل عمله مليء بتدريس القيم الأخلاقية.
- توبة النصوح 1873-1874 للكاتب نظير أحمد أيضا ركز على الدروس الأخلاقية للشباب.
- روهزين للكاتب رحمٰن عباس.

في العقد الأول من القرن الحادي والعشرين، برز رحمن عباس ككاتب مؤثر في اللغة الأردية. كتب الهندوس عن أعمال رحمن عباس أنه بقدراته الخارقة يستطيع تغيير ما يعتقده الناس، وانه يرفع فن رواية القصص إلى مستوى جديد.

### قصص قصيرة
أدرجت الأدب الأردي نموذج القصة القصيرة لأكثر من مائة عام بقليل. خلال هذه الفترة مرت بعض المراحل الرئيسية بما في ذلك الفترة الرومانسية المبكرة، والكتابات المتقدمة، والكتابات الحديثة، والمرحلة الحالية. على الرغم من أن عددًا من الكتاب من الذكور والإناث كتب قصصًا قصيرة خلال المرحلة الأولى (بما في ذلك القصص الرومانسية والانتقادات الاجتماعية)، فقد تبلورت القصة القصيرة كجزء منتظم من الأدب الأردي في نمو كتابات مونشي بريمشاند، قصصه القصيرة البارزة تشمل «كفن» و «بوس كي رات». اكتسبت القصة القصيرة باللغة الأردية زخمًا كبيرًا مع نشر مجموعة من العديد من الكُتاب في نهاية حياة بريمشاند. الكُتاب مثل غلام عباس، مانتو، راجيندر سينغ بيدي، كريشان تشاندر، إسمات تشوغتاي.
أما الجيل الجديد من كتّاب القصة القصيرة الأردية، فكان من بينهم قراطولين حيدر، قاضي عبد الستار، جوغيندر بول. وتستمر تقاليد القصة القصيرة مع الجيل الأصغر من الكُتاب مثل زاهدة هينا، وبايغام آفاكي، وسيد محمد أشرف، وسلام بن رزاق، ونعيم بيغ، معين الدين جينابادي.
وقد تناولت القصص القصيرة باللغة الأردية مجموعة واسعة من أبعاد الحياة، ولكن القصص الأكثر شهرة تتعلق بصدمة استقلال باكستان في عام 1947 والعنف الناتج عنها. قرب نهاية القرن الماضي، أصبحت القصص القصيرة مرتكزة على تعقيد الحياة اليومية التي يمكن رؤيتها في المجموعة الفريدة من القصص القصيرة في مافيا بايجام أفاكوي.

## الدراما الأردية
تطورت الدراما الأردية من التقاليد السائدة في شمال الهند، أول من أوجدها من قِبل نواب واجد علي شاه. أدت تجاربه الدرامية إلى فيلم إندھير صبحه الشهير في أمانات، ثم أخذ هذا التقليد شكل المسرح الفارسي.
وقد أثرت تقاليد المسرح الأردي بشكل كبير على المسرح الهندي الحديث. من بين جميع اللغات، ظلت اللغة الأردية (التي كان يطلق عليها الهندية من قبل الكُتّاب الأوائل)، جنبا إلى جنب مع كجراتي والماراثى والمسارح البنغالية أكثر شعبية. العديد من الأعمال الدرامية الأردية تم تحويلها إلى أفلام.
ومن الأسماء المسرحية الكلاسيكية: الأستاذ حسن، وغلام جيلاني، وج.ن.كوشال، وشميم حنفي، وجميل الشيداي. سيد عالم، وشاهد أنور، وإقبال نيازي وأنور هم عدد قليل من كتاب المسرحيات ما بعد الحداثة الذين يساهمون بنشاط في الدراما الأردية.
يشتهر سيد علام بذكائه وبروحه في مسرحياته مثل غالب في نيودلهي ومولانا آزاد وبيغ.

## الحركات الأدبية

### حركة الكُتّاب التدريجي
ووفقًا لصحيفة داون، فإن حركة الكتّاب التقدميين في الأدب الأردي كانت أقوى حركة بعد حركة سير سيد التعليمية.

### عصرياً
بدأت الحركة الحداثية في الأدب الأردي حوالي عام 1960. هذه الحركة وضعت مزيدا من الضغط على التعبيرات الرمزية وغير المباشرة الأخرى بدلا من التعبيرات المباشرة والواضحة. ومن أشهر الأسماء في هذه الحركة شمشور رحمن فاروقي وجوبيشاند نارنغ والشعراء نون ميم رشيد وميراجي. وبصرف النظر عنهم، فإن عددًا من الشعراء الآخرين مثل ظافر إقبال وناصر قازمي وبشير بدر وشهريار مرتبطون بهذه الحركة.

### حلقة الأرباب الذوق
كانت الحركة الأدبية التي بدأت في لاهور وراج البريطانية والهند في عام 1936. وشارك في وقت مبكر الشعراء نون ميم رشيد، ضياء الجالندري، مهتار صديقي، حفيظ هوشياربوري، ميراجي، قيوم نزار. كانت «حلقة» ثاني حركة أدبية حديثة في الشعر الأردي في القرن العشرين، تأسست بعد عامين فقط من حركة كتّاب اليسار التقدميين، وتعتبر المجموعة الأكثر نفوذاً في الشعر الحديث باللغة الأردية.

### ما بعد الحداثة
تم إدخال ما بعد الحداثة إلى الأدب الأردي من قبل جوبي تشاند نارانج. العديد من النقاد الآخرين في الأدب الأردي مرتبطون أيضًا بهذا النهج للنقد. ما بعد الحداثة لا يدعي أنه حركة ولا يطلب من أي كاتب أن يعتمد أسلوبًا معينًا في الكتابة. ويركز بشكل عام على طريقة فهم الأدب المعاصر في ضوء محتواه، معظمها فحص ميزات مثل النساء، والداليت، والأنواع الإقليمية وغيرها من الأدبيات بدلا من السعي إلى التوحيد في الأدبيات العالمية على أساس الاتجاهات المعمول بها دوليا.

### كُتّاب مسُتَقليين
وبحلول نهاية الثمانينات، أصبح الجو في الأدب الأردي محبطًا للغاية. كانت الحركة التقدمية ميتة تقريبا وبدأت الحركة الحداثية في النفاد من الأفكار. لكن هذا كان أيضاً الوقت المناسب لتصاعد القوى الإبداعية الجديدة المتأصلة في الحياة الجديدة التي كانت تغير المناخ الاجتماعي والاقتصادي والسياسي في شبه القارة. في ظل هذا المناخ، بدأ عهد جديد من الرواية بنشر رواية «مكان» لبيجام آفاكي. رفض آفاكي وغيرهم من الكُتّاب أن يتم تحديدهم بأي حركة وعرضوا استقلالية كاملة في استخدام أساليب وتقنيات متطورة شخصياً لكتابة الروايات واستكشفت فلسفتهم ورؤيتهم للحياة. لقد كان خروجاً خطيراً عن موضوع الاستقلال الذي سيطر على الكُتّاب مثل قرطولين حيدر وعبد الله حسين وموضوع الوجودية التي كانت معيار الحداثة.

### مسرح مناف للعقل
هو نوع جديد ونادر إلى حد ما في تاريخ الأدب الأردو. تم كتابة أول مسرحية من هذا النوع ونشرها الكاتب والشاعر والمحامي وكاتب الأعمدة الباكستاني مجتبى حيدر الزيدي في ديسمبر 2008 تحت عنوان زهور المقبرة.

## مثال على الأدب الأردية (لاشكاري).
- ترتیب وڈیزائننگ ایم پی خاؿ اردولشکری زبان